# Геотермальная энергетика в Японии

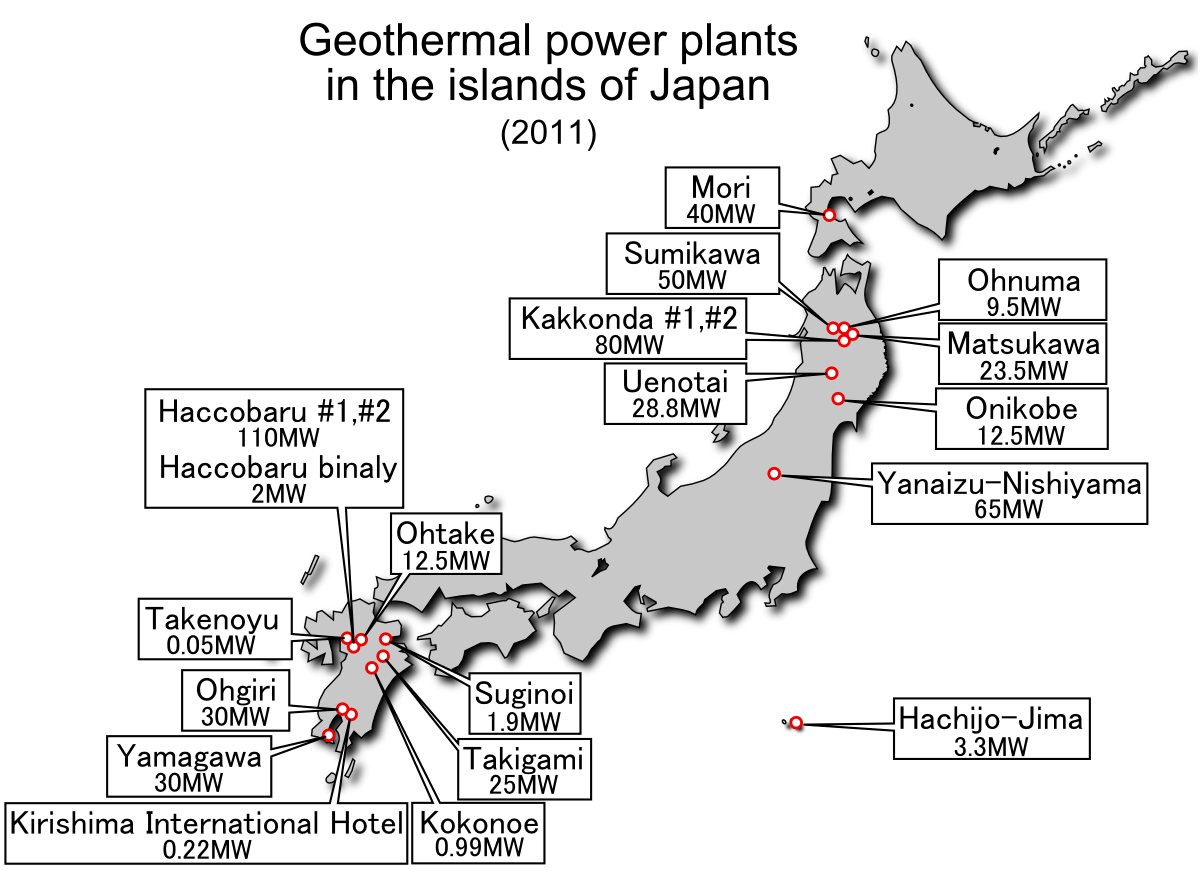
Расположение геотермальных электростанций на Японских островах

Япония обладает благоприятным положением для размещения геотермальных электростанций из-за её близкого нахождения к Изу-Бонин-Марианской дуге. В 2007 году в Японии производилось 535,2 МВт электроэнергии, что составляет около 5% от общемирового объёма производства электроэнергии. Геотермальная энергетика играет незначительную роль в энергетическом секторе страны: в 2013 году этим методом производилось 2596 ГВт/ч электроэнергии, что составляет около 0,25% от общего объёма электроснабжения страны.
Разработка новых геотермальных электростанций практически прекратилась с середины 1990-х годов, главным образом из-за сильного сопротивления со стороны местных общин. Большинство потенциальных объектов расположены в охраняемых государством районах и в туристических местах, благодаря наличию традиционных горячих источников онсэнов.
Местные общины в этих районах часто зависят от доходов от туристов, посещающих онсэны, и выступают против строительства новых ГеоЭС из-за негативного воздействия, которое промышленность может оказать на ландшафт, и связанного с этим ущерба для индустрии туризма и местной экономики.
Однако интерес к геотермальной энергетике в последние годы растёт из-за энергетического кризиса в Японии после аварии на Фукусиме и последующего закрытия большинства атомных электростанций страны. В настоящее время предприниматели и правительство рассматривают более 60 возможных площадок для строительства новых ГеоЭС. Согласно оценкам, потенциальное производство геотермальной энергии в Японии может составить 23 ГВт, что является третьим по величине в мире после Соединённых Штатов и Индонезии .

## Список электростанций

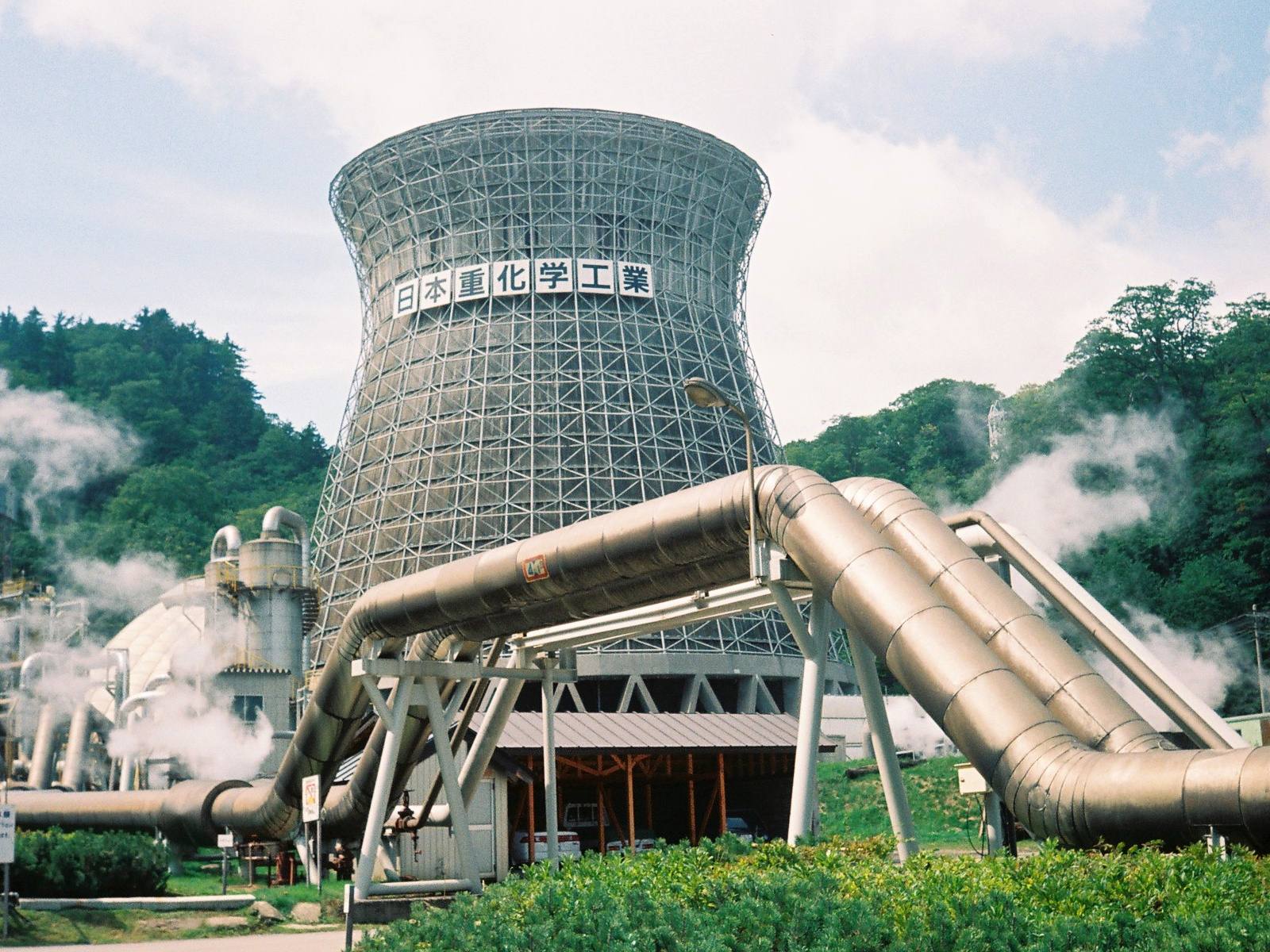
Электростанция Мацукава, первая коммерческая ГеоЭС в Японии

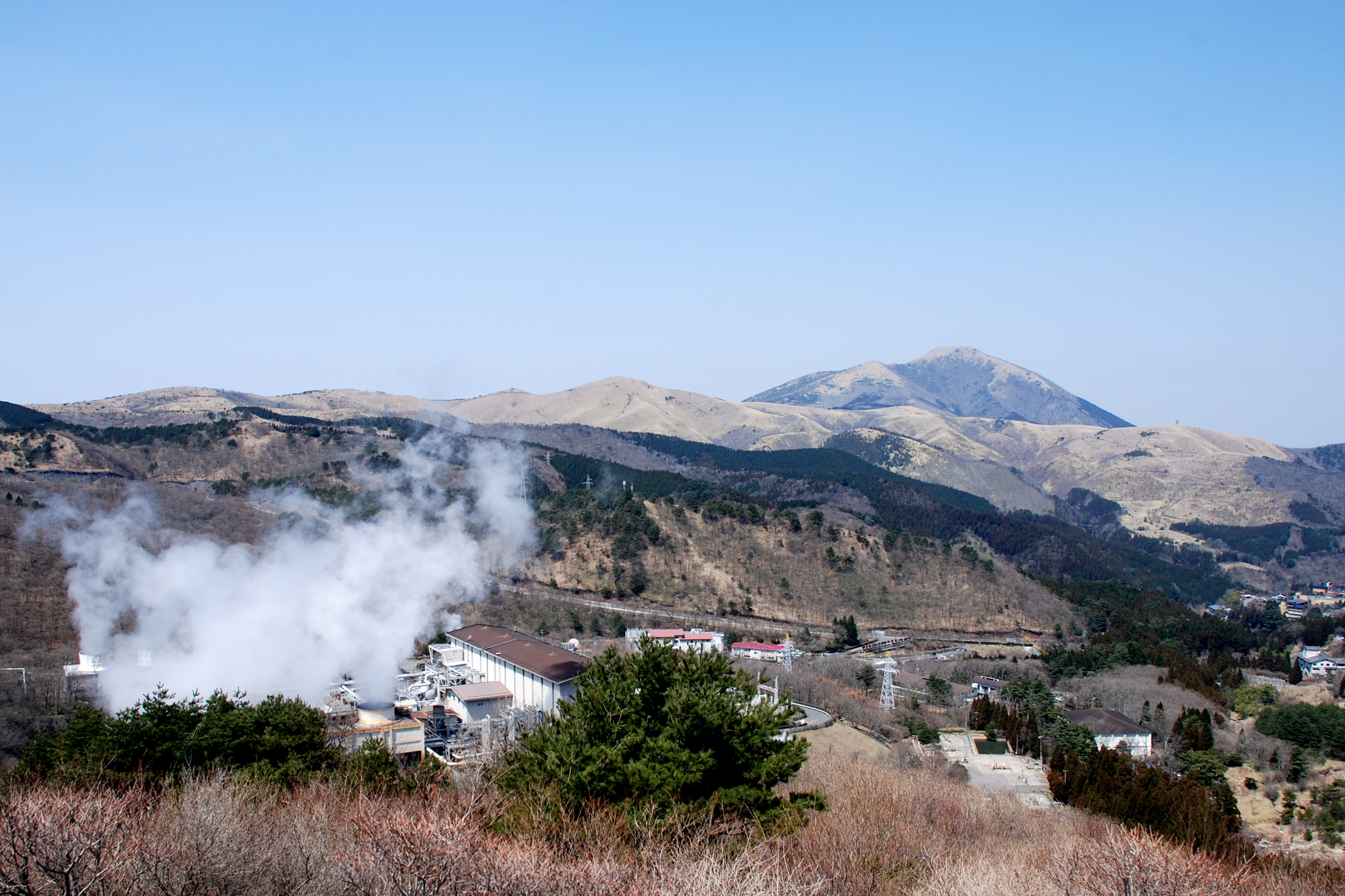
Электростанция Хаттёбару, самая мощная японская ГеоЭС в Японии на сегодняшний день

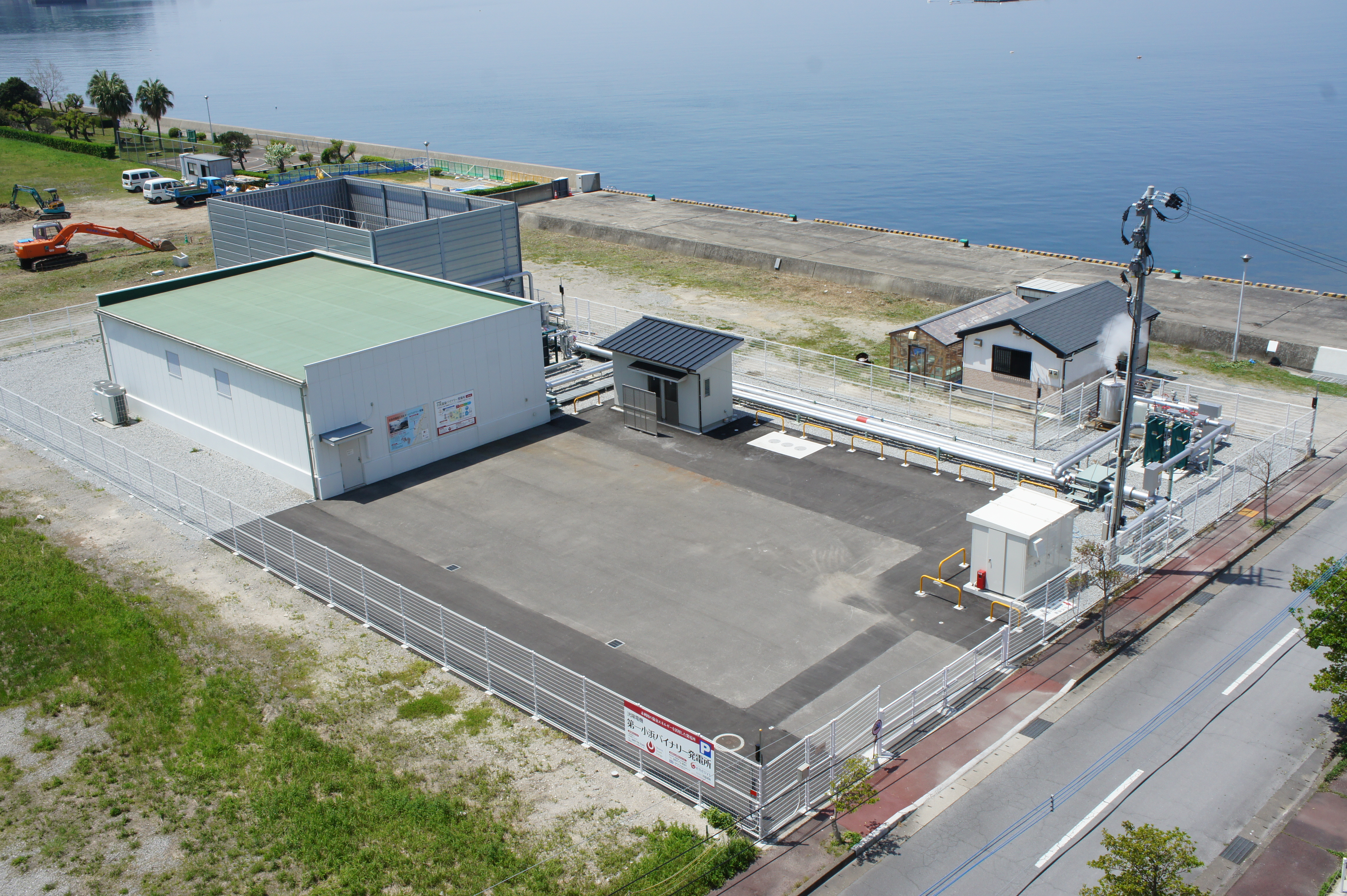
Геотермальная электростанция в префектуре Нагасаки

На 2003 год в 18 префектурах Японии размещались следующие 20 электростанций:
| Название         | Мощность (МВатт) | Год       | Примечания  |
| ---------------- | ---------------- | --------- | ----------- |
| Мори             | 50               | 1982      |             |
| Онума            | 9.5              | 1974      |             |
| Сумикава         | 50               | 1995      |             |
| Мацукава         | 23.5             | 1966      |             |
| Какконда 1 & 2   | 80               | 1978-1995 |             |
| Уенотай          | 28.8             | 1994      |             |
| Оникобэ          | 15               | 1975      |             |
| Янайдзу-Нисияма  | 65               | 1995      |             |
| Хатидзё-дзима    | 3.3              | 1999      |             |
| Сугинои          | 1.9              | 1981      |             |
| Такигами         | 25               | 1996      |             |
| Отаке            | 12.5             | 1967      |             |
| Хаттёбару 1 & 2  | 112              | 1977-2006 |             |
| Кудзю            | 0.99             | 1998      |             |
| Такеною          | 0.1              | 1991      | Закрыта     |
| Кирисима-кокусаи | 0.1              | 1984      | Остановлена |
| Огири            | 30               | 1996      |             |
| Ямагава          | 30               | 1995      |             |

## Технологии

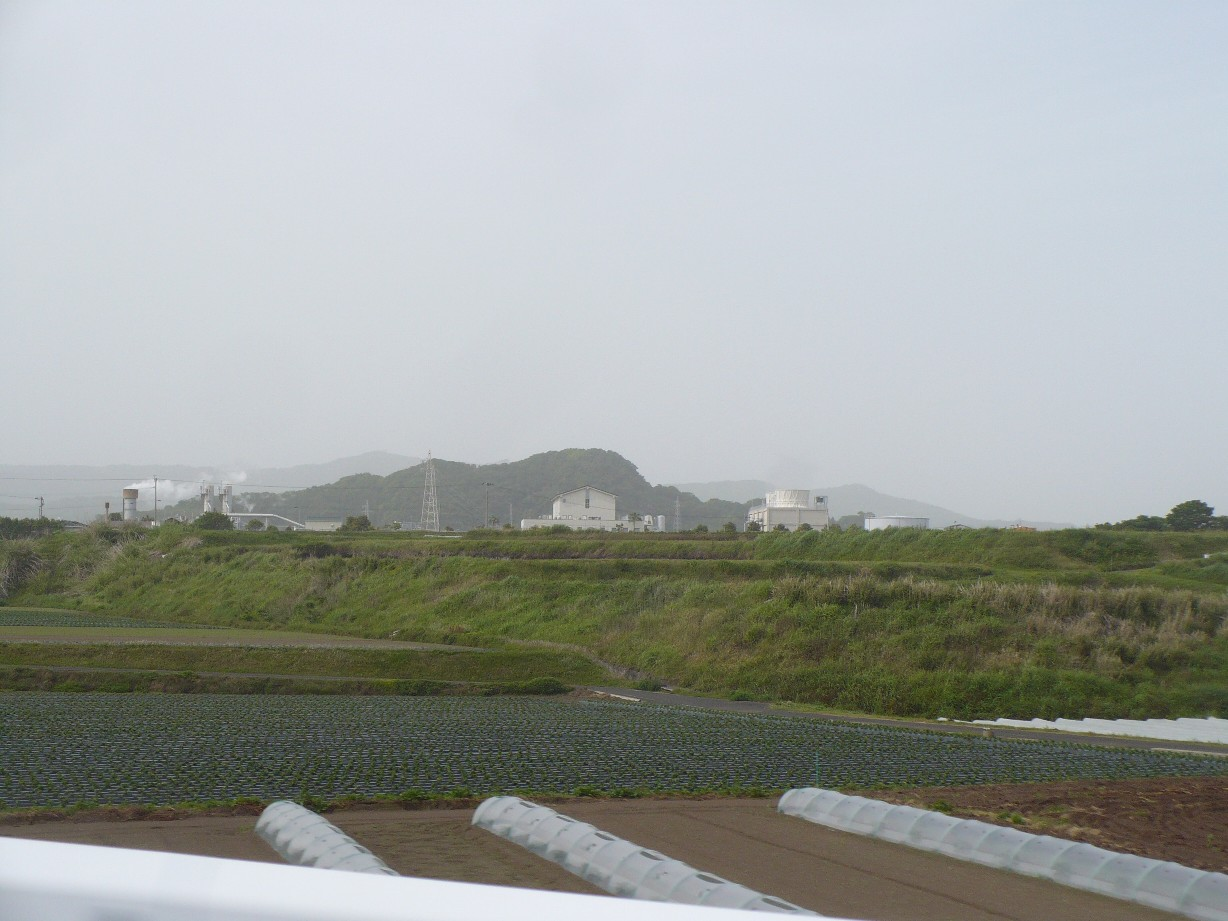
Геотермальная электростанция Ямагава, открытая в марте 1995 года, мощностью 30 МВт. Это одна из немногих геотермальных электростанций, расположенных вблизи побережья на равнинной местности.

Япония разработала передовые технологии для разведки, разработки, использования и мониторинга геотермальных ресурсов. В связи со стагнацией отечественного геотермального сектора, большинство технологий были использованы в зарубежных разработках в последние годы. Япония произвела около 67% всех турбин, используемых на геотермальных электростанциях в мире за последние 10 лет.

## История
Первая в стране экспериментальная геотермальная электростанция была открыта в 1925 году в Беппу, префектура Оита. Однако исследования в области геотермальной энергии были замедлены Второй мировой войной. Первой полномасштабной геотермальной электростанцией стала Мацукава в префектуре Ивате, принадлежащая Nihon Heavy Chemical Industory Corp. станция начала работать в 1966 году с мощностью 9,5 МВт. В 1967 году была запущена геотермальная электростанция Отаке в префектуре Оита, с мощностью 11 МВт, принадлежащая компании Kyushu Electric Power. После этих станций первого поколения, которые считались крупномасштабными экспериментальными установками, с середины 1970-х годов были открыты более эффективные геотермальные станции нового поколения. До середины 1980-х годов это были, как правило, средние электростанции мощностью около 50 МВт. Начиная с конца 1980-х годов, более передовые технологии позволили проводить разрабатывать ещё более мелкие геотермальные ресурсы, что позволило запустить несколько небольших электростанций. В 1996 году общая выработка достигла 500 МВт.
В апреле 2011 года Министерство окружающей среды Японии опубликовало доклад "Исследование потенциала внедрения возобновляемых источников энергии". Согласно этому докладу суммарный геотермальный ресурсный потенциал Японии оценён в 19.14 ГВт.